# کبوتر میوه‌خوار سرخاکستری
کبوتر میوه‌خوار سرخاکستری (نام علمی: Ptilinopus hyogastrus) (Ptilinopus hyogastra یا Ptilinopus hyogaster) گونه‌ای از پرندگان تیرهٔ کبوتران (Columbidae) و بومی شمال ملوک است.
زیستگاه طبیعی آن جنگلهای جلگه‌ای نمناک نیمه‌گرمسیری یا گرمسیری است.
بیشتر سبزرنگ است، به جز سر خاکستری، چشمان قرمز و منقار سیاه تُک‌زرد.